# Frank Hollamby Skinner
Frank Hollamby Skinner, britanski general, * 1897, † 1979.